# Fargas (Gironda)
Fargas Sent Ilari (en francès Fargues-Saint-Hilaire) és un municipi francès situat al departament de la Gironda i a la regió de la Nova Aquitània.

## Demografia
| 1962                                       | 1968  | 1975  | 1982  | 1990  | 1999  | 2007  |
| ------------------------------------------ | ----- | ----- | ----- | ----- | ----- | ----- |
| 855                                        | 1.104 | 1.212 | 1.583 | 2.032 | 2.249 | 2.745 |
| Des de 1962: població sense dobles comptes |       |       |       |       |       |       |

## Administració
| Període   | Identitat       | Partit |
| --------- | --------------- | ------ |
| 2001-2008 | Annie Garrissou | UMP    |
| 2008-     | Yves Touchard   |        |